# American Marketing Association
A American Marketing Association (AMA) é uma associação profissional para profissionais de marketing com 30.000 membros em 2012. Tem 76 capítulos profissionais e 250 capítulos universitários nos Estados Unidos.
A AMA foi formada em 1937 a partir da fusão de duas organizações antecessoras, a Associação Nacional de Professores de Marketing e a Sociedade Americana de Marketing. Também publica uma série de manuais e monografias de pesquisa. A AMA publica o Journal of Marketing, o Journal of Marketing Research, o Journal of Public Policy & Marketing, o Journal of International Marketing e o Marketing News .

## Organização
A American Marketing Association possui uma diretoria que é eleita anualmente por seus membros e um conjunto de conselhos que são nomeados. A sede está localizada em Chicago, Il. Russ Klein foi nomeado CEO em 2014.
Em 2017, a associação nomeou Jeremy Van Ek como diretor de operações e Jennifer Faris Severns como nova diretora de experiência.
Em agosto de 2018, David Klein foi nomeado Chief Content Officer.

## Conferências

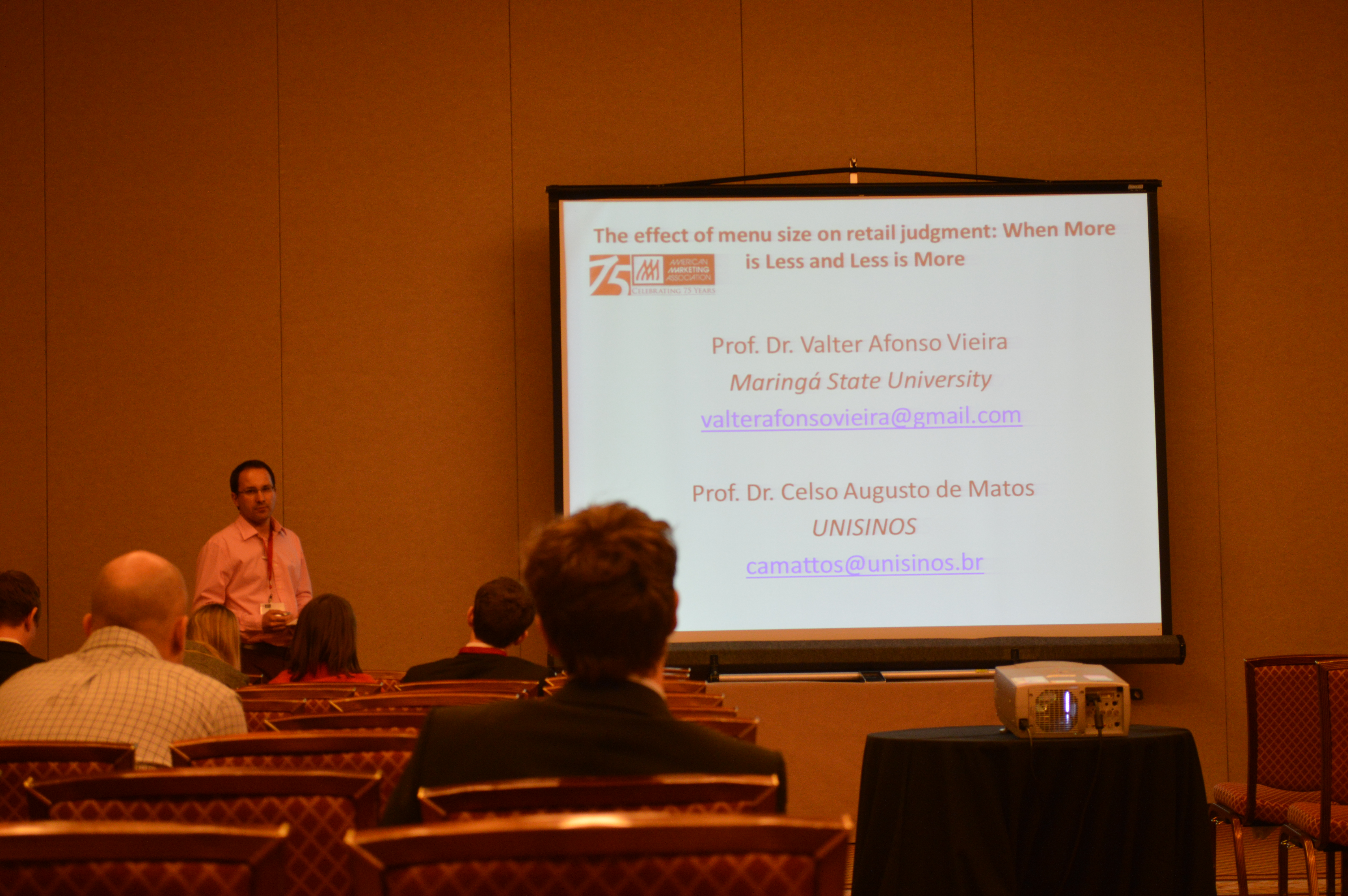
Uma apresentação na conferência de inverno de 2013 em Las Vegas

Como líder global em conhecimento de marketing, a American Marketing Association organiza uma ampla gama de conferências, treinamentos e eventos virtuais destinados a profissionais de marketing, pesquisadores e acadêmicos em todas as etapas de suas carreiras. A conferência acadêmica de verão da AMA tem suas raízes na primeira reunião da Associação Nacional de Professores de Marketing. O evento é realizado em conjunto com o AMA Academic Placement - onde a maioria das entrevistas da primeira rodada para cargos no corpo docente de marketing de posse são realizadas. A Conferência Colegiada Internacional da AMA oferece aos estudantes de graduação inúmeras competições de marketing ao longo de um final de semana de três dias. As novas Conferências Anuais da AMA atendem a comerciantes de empresas de middle market.

## História
Em uma convenção de 1915 dos Clubes de Publicidade Associados do Mundo, um grupo de professores de publicidade estabeleceu a Associação Nacional de Professores de Publicidade (NATA). As discussões iniciais giraram em torno da definição de publicidade e do estudo da publicidade. O nome do grupo mudou para Associação Nacional de Professores de Marketing e Publicidade (NATMA) e depois Associação Nacional de Professores de Marketing (NATM) como foco expandido para marketing, incorporando educadores de várias disciplinas, incluindo economia e contabilidade.
Aproximadamente 15 anos depois, uma segunda organização, a American Marketing Society (AMS), foi fundada dedicada à ciência do marketing. Lewis e Owen explicaram que o primeiro presidente, Paul Nystrom, "expressou a necessidade de encontrar maneiras de reduzir o custo do marketing, uma preocupação com críticas ao marketing e um interesse em encontrar ferramentas e dispositivos úteis na prática de marketing".
As duas organizações publicaram conjuntamente o Journal of Marketing em 1936 e fundiram-se em 1937 para formar a American Marketing Association. A associação foi sediada na Universidade de Illinois em seus primeiros anos e, eventualmente, mudou sua sede para Chicago como sua equipe profissional expandida. À medida que o estudo e prática do marketing se tornavam mais sofisticados e especializados, a AMA também forneceu novas ofertas com o lançamento do Journal of Marketing Research (1964) e aquisições do Journal of Public Policy & Marketing (da University of Michigan em 1990,) e Journal of International Marketing (da Michigan State University em 1997).
A American Marketing Association tem tido uma presença na web desde 1994, quando um grupo de professores criou inicialmente um site da associação. Em um ano, eles compraram o domínio www.ama.org, que continua a servir como o site da organização.
Em 16 de maio de 2017, a associação anunciou seus bolsistas de 2017; Ajay Kohli é professora do Instituto de Tecnologia da Georgia, V.Kumar Regents Professora da Georgia State University, Christine Moorman, professora da Duke University e Jr. John G. Lynch, professora da Leeds School of Business, Universidade do Colorado Boulder. O conselho de administração para o ano de 2018-2019 foi anunciado em agosto de 2018.

## Awards: Global Marketing SIG

### Excellence in Global Marketing Research
O Prêmio de Excelência em Pesquisa de Marketing Global reconhece um excelente artigo publicado em uma revista amplamente reconhecida e altamente respeitada que fez uma contribuição significativa à literatura sobre marketing global. Um painel de vencedores anteriores dos prêmios Global Marketing SIG, atuais e antigos editores / co-editores do Journal of International Marketing, e outros acadêmicos ilustres nomeados pelo conselho de diretores da AMA Global Marketing SIG selecionaram o vencedor.

#### Vencedores Anteriores
2018: Luís Filipe Lages, Sandy D. Jap, and David A. Griffith (2007), “The role of past performance in export ventures: A short-term reactive approach,” Journal of International Business Studies 39 (2), 304-325.
2017: Gielens, Katrijn and Dekimpe G. Marnik (2007), “The entry strategy of retail firms into transition economies,” Journal of Marketing 71 (2), 196-212.
2015: Katsikeas, Constantine S., Saeed Samiee and Marios Theodosiou (2006), “Strategy fit and performance consequences of international marketing standardization,” Strategic Management Journal, 27(9), 867-890.
2014: Laszlo Tihanyi, David A. Griffith and Craig J. Russell (2005), “The Effect of Cultural Distance on Entry Mode Choice, International Diversification, and MNE Performance: A Meta Analysis,” Journal of International Business Studies, 36 (3), 270-283.
2013: Neil A. Morgan, Anna Kaleka and Constantine S. Katsikeas, Leeds University (2004), “Antecedents of Export Venture Performance: A Theoretical Model and Empirical Assessment,” Journal of Marketing, 68(1), 90-108.

### Significant Contributions to Global Marketing
O Prêmio Contribuições Significativas homenageia um acadêmico que contribuiu significativamente para o campo do marketing global. Um painel de vencedores anteriores do prêmio Contribuições Significativas, atuais e antigos editores / coeditores do Journal of International Marketing e outros acadêmicos ilustres indicados pelo conselho de diretores da AMA Global Marketing SIG selecionaram o vencedor

#### Vencedores Anteriores
2018: Jan-Benedict Steenkamp, The University of North Carolina at Chapel Hill
2017: Saeed Samiee, University of Tulsa
2015: Daniel C. Bello, Georgia State University
2014: Jeryl Whitelock, University of Bradford
2013: Subhash C. Jain, University of Connecticut

## Liderança voluntária
Governado por voluntários, o conselho de diretores da American Marketing Association foi presidido por uma coleção de profissionais de marketing e acadêmicos de todo o setor. Abaixo estão listados os presidentes do Conselho da AMA de 1937 até o presente, bem como os líderes dos antecessores da AMA. 
| Years in Office | Organization | Chair                     |
| --------------- | ------------ | ------------------------- |
| 1915            | NATA         | Walter Dill Scott         |
| 1915 - 1920     | NATA         | Paul T. Cherrington       |
| 1921            | NATA         | Daniel Starch             |
| 1922            | NATA         | George B. Hotchkiss       |
| 1923            | NATA         | Nathaniel W. Barnes       |
| 1924            | NATMA        | H. D. Kitson              |
| 1925            | NATMA        | E. H. Gardner             |
| 1926            | NATMA        | E. J. Kilduff             |
| 1927            | NATMA        | Frederic A. Russell       |
| 1928            | NATMA        | Neil H. Borden            |
| 1929            | NATMA        | Fred E. Clark             |
| 1930            | NATMA        | Harold H. Maynard         |
| 1931            | NATMA        | Paul D. Converse          |
| 1931            | AMS          | Paul T. Cherrington       |
| 1932            | NATM         | Leverett S. Lyon          |
| 1932            | AMS          | L. D. H. Weld             |
| 1933            | NATM         | Edmund D. McGurry         |
| 1933            | AMS          | Frank M. Surface          |
| 1934            | NATM         | Wilford L. White          |
| 1934            | AMS          | Paul H. Nystrom           |
| 1935            | NATM         | Harry R. Tosdull          |
| 1935            | AMS          | Frank M. Surface          |
| 1936            | NATM         | Hugh E. Agnew             |
| 1936            | AMS          | Frank R. Coutant          |
| 1937            | AMA          | Frank R. Coutant          |
| 1938            | AMA          | Fred E. Clark             |
| 1939            | AMA          | N. H. Engle               |
| 1940            | AMA          | Donald R. G. Cowan        |
| 1941            | AMA          | Howard T. Havde           |
| 1942            | AMA          | Vergil D. Reed            |
| 1943            | AMA          | Albert Haring             |
| 1944            | AMA          | Howard Whipple Green      |
| 1945            | AMA          | Donald M. Hobart          |
| 1946            | AMA          | Lyman Hill                |
| 1947            | AMA          | Ross M. Cunningham        |
| 1948            | AMA          | Wroe Alderson             |
| 1949            | AMA          | Harvey W. Huegy           |
| 1950-51         | AMA          | Everett R. Smith          |
| 1951-52         | AMA          | George H. Brown           |
| 1952-53         | AMA          | Gordon A. Hughes          |
| 1953-54         | AMA          | Neil H. Borden            |
| 1954-55         | AMA          | Thomas G. McGowan         |
| 1955-56         | AMA          | Ira D. Anderson           |
| 1956-57         | AMA          | Charles W. Smith          |
| 1957-58         | AMA          | D. Maynard Phelps         |
| 1958-59         | AMA          | Wendell R. Smith          |
| 1959-60         | AMA          | Reavis R. Smith           |
| 1960-61         | AMA          | William F. O'Dell         |
| 1961-62         | AMA          | Albert W. Frey            |
| 1962-63         | AMA          | Donald R. Longman         |
| 1963-64         | AMA          | William R. Davidson       |
| 1964-65         | AMA          | Edwin Sonnecken           |
| 1965-66         | AMA          | Schuyler Otteson          |
| 1966-67         | AMA          | Robert J. Lavidge         |
| 1967-68         | AMA          | Robert Holloway           |
| 1968-69         | AMA          | Victor Buell              |
| 1969-70         | AMA          | Robert Ferber             |
| 1970-71         | AMA          | Elmer Lotshaw             |
| 1971-72         | AMA          | David Leighton            |
| 1972-73         | AMA          | David Hardin              |
| 1973-74         | AMA          | William Lazer             |
| 1974-75         | AMA          | Robert Eggert             |
| 1975-76         | AMA          | Arnold Corbin             |
| 1976-77         | AMA          | Jack Keane                |
| 1977-78         | AMA          | Arthur Cullman            |
| 1978-79         | AMA          | Vern McGinnis             |
| 1979-80         | AMA          | Keith Cox                 |
| 1980-81         | AMA          | Fred Weber                |
| 1981-82         | AMA          | Joe Rabin                 |
| 1982-83         | AMA          | Eugene Kelley             |
| 1983-84         | AMA          | Elvin Schofield           |
| 1984-85         | AMA          | Stephen Brown             |
| 1985-86         | AMA          | Manuel Plotkin            |
| 1986-87         | AMA          | Leonard Berry (Len Berry) |
| 1987-88         | AMA          | William Jamieson          |
| 1988-89         | AMA          | William Locander          |
| 1989-90         | AMA          | Calvin Hodock             |
| 1990-91         | AMA          | Ken Bernhardt             |
| 1991-92         | AMA          | William Neal              |
| 1992-93         | AMA          | Dan Beckham               |
| 1993-94         | AMA          | Barry Mason               |
| 1994-95         | AMA          | Rosann Spiro              |
| 1995-96         | AMA          | David Gordon              |
| 1996-97         | AMA          | Michael Etzel             |
| 1997-98         | AMA          | Sybil Stershic            |
| 1998-99         | AMA          | Stan Madden               |
| 1999-00         | AMA          | Frank Haas                |
| 2000-01         | AMA          | Robert Lusch              |
| 2001-02         | AMA          | Wayne McCullough          |
| 2002-03         | AMA          | Bart Weitz                |
| 2003-04         | AMA          | Michelle Elster           |
| 2004-05         | AMA          | Paul Root                 |
| 2005-06         | AMA          | Jack Weekes               |
| 2006-07         | AMA          | Debra Ringold             |
| 2007-08         | AMA          | Michael Lotti             |
| 2008-09         | AMA          | Thomas Kinnear            |
| 2009-10         | AMA          | Thomas Hernquist          |
| 2010-11         | AMA          | George S. Day             |
| 2011-12         | AMA          | Michael Kullman           |
| 2012-13         | AMA          | David Reibstein           |
| 2013-14         | AMA          | Rick Dow                  |
| 2014-15         | AMA          | Ric Sweeney               |
| 2015-16         | AMA          | Rob Malcolm               |
| 2016-17         | AMA          | Valarie Zeithaml          |
| 2017-18         | AMA          | Mary Garrett              |